# Хотбех-Сара (дегестан)
Хотбех-Сара (перс. خطبه سرا) — дегестан в Ірані, у бахші Карґан-Руд, в шагрестані Талеш остану Ґілян. За даними перепису 2006 року, його населення становило 13495 осіб, які проживали у складі 3436 сімей.

## Населені пункти
До складу дегестану входять такі населені пункти:
- Анбу
- Ашик-Аґасі
- Бура-Сара
- Геле-Доме
- Каламар
- Кешаварз-е-Хотбе-Сара
- Кешлі
- Кухестан
- Лісара
- Лісар-Махале
- Ловачал
- Мезалем-Кям
- Рандал
- Суст
- Тамше-Ляме
- Танбу
- Торк-Махале
- Ходже-Карі
- Хотбе-Сара
- Чуладег
- Чупан-Махале
- Шад-Міларзан